# Campeonato Mundial de Atletismo de 2022 - 1500 m feminino
A competição dos 1500 metros feminino no Campeonato Mundial de Atletismo de 2022 foi realizada no estádio Hayward Field, em Eugene, nos Estados Unidos, entre os dias 15 a 18 de julho de 2022.

## Recordes
Antes da competição, os recordes eram os seguintes:
| Recorde mundial                               | Genzebe Dibaba (ETH)  | 3:50.07 | Mônaco                 | 17 de julho de 2015    |
| Recorde do campeonato                         | Sifan Hassan (NED)    | 3:51.95 | Doha, Catar            | 5 de outubro de 2019   |
| Melhor marca do ano                           | Faith Kipyegon (KEN)  | 3:52.59 | Eugene, Estados Unidos | 28 de maio de 2022     |
| Recorde da África                             | Genzebe Dibaba (ETH)  | 3:50.07 | Mônaco                 | 17 de julho de 2015    |
| Recorde da Ásia                               | Qu Yunxia (CHN)       | 3:50.46 | Pequim, China          | 11 de setembro de 1993 |
| Recorde da América do Norte, Central e Caribe | Shelby Houlihan (USA) | 3:54.99 | Doha, Catar            | 5 de outubro de 2019   |
| Recorde da América do Sul                     | Letitia Vriesde (SUR) | 4:05.67 | Tóquio, Japão          | 31 de agosto de 1991   |
| Recorde da Europa                             | Sifan Hassan (NED)    | 3:51.95 | Doha, Catar            | 5 de outubro de 2019   |
| Recorde da Oceania                            | Jessica Hull (AUS)    | 3:58.81 | Tóquio, Japão          | 4 de agosto de 2021    |

## Medalhistas
| Ouro                 | Prata              | Bronze           |
| Faith Kipyegon (ETH) | Gudaf Tsegay (ETH) | Laura Muir (GBR) |

## Tempo de qualificação
| Tempo de qualificação. |
| ---------------------- |
| 4:04.20                |

## Calendário
| Data        | Horário | Fase          |
| ----------- | ------- | ------------- |
| 15 de julho | 18:10   | Eliminatórias |
| 16 de julho | 19:05   | Semifinais    |
| 18 de julho | 19:50   | Final         |

Todos os horários estão no horário local (UTC-7)

## Resultados

### Eliminatórias
Qualificação: Os seis primeiros de cada bateria (Q) e os seis melhores tempos (q) das eliminatórias.
| Pos. | Bateria | Atleta                  | Nacionalidade      | Tempo   | Notas            |
| ---- | ------- | ----------------------- | ------------------ | ------- | ---------------- |
| 1    | 3       | Gudaf Tsegay            | Etiópia            | 4:02.68 | Q                |
| 2    | 3       | Winny Chebet            | Quênia             | 4:03.12 | Q,               |
| 3    | 3       | Linden Hall             | Austrália          | 4:03.21 | Q                |
| 4    | 3       | Sofia Ennaoui           | Polónia            | 4:03.52 | Q,               |
| 5    | 3       | Katharina Trost         | Alemanha           | 4:03.53 | Q,               |
| 6    | 3       | Cory Ann McGee          | Estados Unidos     | 4:03.61 | Q                |
| 7    | 3       | Winnie Nanyondo         | Uganda             | 4:03.81 | q                |
| 8    | 2       | Faith Kipyegon          | Quênia             | 4:04.53 | Q                |
| 9    | 2       | Jessica Hull            | Austrália          | 4:04.68 | Q                |
| 10   | 2       | Freweyni Hailu          | Etiópia            | 4:04.85 | Q                |
| 11   | 2       | Elle St. Pierre         | Estados Unidos     | 4:04.94 | Q                |
| 12   | 2       | Hanna Klein             | Alemanha           | 4:05.13 | Q                |
| 13   | 2       | Adelle Tracey           | Jamaica            | 4:05.14 | Q                |
| 14   | 2       | Nozomi Tanaka           | Japão              | 4:05.30 | q,               |
| 15   | 2       | Marta Pérez             | Espanha            | 4:05.92 | q,               |
| 16   | 2       | Hanna Hermansson        | Suécia             | 4:06.30 | q,               |
| 17   | 3       | Diana Mezuliáníková     | Chéquia            | 4:06.55 | q,               |
| 18   | 2       | Katie Snowden           | Grã-Bretanha       | 4:06.92 | q                |
| 19   | 1       | Hirut Meshesha          | Etiópia            | 4:07.05 | Q                |
| 20   | 3       | Edinah Jebitok          | Quênia             | 4:07.12 |                  |
| 21   | 2       | Laura Galván            | México             | 4:07.25 |                  |
| 22   | 2       | Sintayehu Vissa         | Itália             | 4:07.33 |                  |
| 23   | 2       | Natalia Hawthorn        | Canadá             | 4:07.37 |                  |
| 24   | 1       | Laura Muir              | Grã-Bretanha       | 4:07.53 | Q                |
| 25   | 1       | Georgia Griffith        | Austrália          | 4:07.65 | Q                |
| 26   | 1       | Sinclaire Johnson       | Estados Unidos     | 4:07.68 | Q                |
| 27   | 1       | Gaia Sabbatini          | Itália             | 4:07.82 | Q                |
| 28   | 3       | Federica Del Buono      | Itália             | 4:08.42 |                  |
| 29   | 1       | Kristiina Mäki          | Chéquia            | 4:08.43 | Q                |
| 30   | 1       | Marta Pen Freitas       | Portugal           | 4:08.58 |                  |
| 31   | 3       | Melissa Courtney-Bryant | Grã-Bretanha       | 4:09.07 |                  |
| 32   | 1       | Yolanda Ngarambe        | Suécia             | 4:09.15 |                  |
| 33   | 1       | Judith Kiyeng           | Quênia             | 4:09.30 |                  |
| 34   | 1       | Lucia Stafford          | Canadá             | 4:09.67 |                  |
| 35   | 1       | Elise Vanderelst        | Bélgica            | 4:10.45 |                  |
| 36   | 1       | Sarah Healy             | Irlanda            | 4:11.31 |                  |
| 37   | 3       | Nathalie Blomqvist      | Finlândia          | 4:11.98 |                  |
| 38   | 1       | Şilan Ayyildiz          | Turquia            | 4:12.67 |                  |
| 39   | 3       | Alma Delia Cortes       | México             | 4:13.92 |                  |
| 40   | 1       | Ran Urabe               | Japão              | 4:14.82 |                  |
| 41   | 3       | Gresa Bakraçi           | Kosovo             | 4:22.77 |                  |
| 42   | 2       | Anjelina Lohalith       | Atletas Refugiados | 4:23.84 | Recorde nacional |

### Semifinais
Qualificação: Os cinco primeiros de cada bateria (Q) e os dois melhores tempos (q) das semifinais.
| Pos. | Bateria | Atleta              | Nacionalidade  | Tempo   | Notas    |
| ---- | ------- | ------------------- | -------------- | ------- | -------- |
| 1    | 1       | Gudaf Tsegay        | Etiópia        | 4:01.28 | Q        |
| 2    | 1       | Laura Muir          | Grã-Bretanha   | 4:01.78 | Q,       |
| 3    | 1       | Jessica Hull        | Austrália      | 4:01.81 | Q        |
| 4    | 1       | Freweyni Hailu      | Etiópia        | 4:02.28 | Q        |
| 5    | 1       | Cory Ann McGee      | Estados Unidos | 4:02.74 | Q        |
| 6    | 1       | Winny Chebet        | Quênia         | 4:03.08 | q,       |
| 7    | 2       | Faith Kipyegon      | Quênia         | 4:03.98 | Q        |
| 8    | 2       | Hirut Meshesha      | Etiópia        | 4:04.05 | Q        |
| 9    | 1       | Marta Pérez         | Espanha        | 4:04.24 | q,       |
| 10   | 2       | Sinclaire Johnson   | Estados Unidos | 4:04.51 | Q        |
| 11   | 1       | Hanna Klein         | Alemanha       | 4:04.62 |          |
| 12   | 1       | Linden Hall         | Austrália      | 4:04.65 |          |
| 13   | 2       | Georgia Griffith    | Austrália      | 4:05.16 | Q        |
| 14   | 2       | Sofia Ennaoui       | Polónia        | 4:05.17 | Q        |
| 15   | 2       | Nozomi Tanaka       | Japão          | 4:05.79 |          |
| 16   | 2       | Katharina Trost     | Alemanha       | 4:05.85 |          |
| 17   | 1       | Hanna Hermansson    | Suécia         | 4:06.70 |          |
| 18   | 2       | Adelle Tracey       | Jamaica        | 4:06.96 |          |
| 19   | 1       | Diana Mezuliáníková | Chéquia        | 4:07.62 |          |
| 20   | 2       | Katie Snowden       | Grã-Bretanha   | 4:08.29 |          |
| 21   | 1       | Elle St. Pierre     | Estados Unidos | 4:09.84 |          |
| 22   | 2       | Kristiina Mäki      | Chéquia        | 4:21.67 |          |
| 23   | 2       | Winnie Nanyondo     | Uganda         | DNF     | qR       |
| 37   | 2       | Gaia Sabbatini      | Itália         | DSQ     | TR17.2.2 |

### Final
A final ocorreu dia 18 de julho às 19:50.
| Pos.              | Raia | Atleta            | Nacionalidade  | Tempo   | Notas                |
| ----------------- | ---- | ----------------- | -------------- | ------- | -------------------- |
| Medalha de ouro   | 1    | Faith Kipyegon    | Quênia         | 3:52.96 |                      |
| Medalha de prata  | 4    | Gudaf Tsegay      | Etiópia        | 3:54.52 |                      |
| Medalha de bronze | 2    | Laura Muir        | Grã-Bretanha   | 3:55.28 | Recorde da temporada |
| 4                 | 6    | Freweyni Hailu    | Etiópia        | 4:01.28 |                      |
| 5                 | 3    | Sofia Ennaoui     | Polónia        | 4:01.43 | Recorde da temporada |
| 6                 | 8    | Sinclaire Johnson | Estados Unidos | 4:01.63 |                      |
| 7                 | 12   | Jessica Hull      | Austrália      | 4:01.82 |                      |
| 8                 | 5    | Winnie Nanyondo   | Uganda         | 4:01.98 |                      |
| 9                 | 13   | Georgia Griffith  | Austrália      | 4:03.26 |                      |
| 10                | 10   | Cory Ann McGee    | Estados Unidos | 4:03.70 |                      |
| 11                | 7    | Marta Pérez       | Espanha        | 4:04.25 |                      |
| 12                | 9    | Hirut Meshesha    | Etiópia        | 4:05.86 |                      |
| 13                | 11   | Winny Chebet      | Quênia         | 4:15.13 |                      |

Legenda
| Recorde mundial       | Recorde mundial (World record)               |                       | Recorde africano                      | Recorde africano (African) |                                           | Q | Classificado por posição (Qualified) |
| Recorde do campeonato | Recorde do campeonato (Championship record)  | Recorde da América    | Recorde da América (Americas)         | q                          | Classificado por melhor tempo (Qualified) |   |                                      |
| Melhor marca do ano   | Melhor marca do ano (World leading)          | Recorde asiático      | Recorde asiático (Asian)              | DNS                        | Não largou (Did not start)                |   |                                      |
| Recorde nacional      | Recorde nacional (National record)           | Recorde europeu       | Recorde europeu (European)            | DNF                        | Não terminou (Did not finish)             |   |                                      |
| Recorde pessoal       | Recorde pessoal do atleta (Personal best)    | Recorde da Oceania    | Recorde da Oceania (Oceania)          | DSQ / DQ                   | Desclassificado (Disqualified)            |   |                                      |
| Recorde da temporada  | Recorde da temporada do atleta (Season best) | Recorde sul-americano | Recorde sul-americano (South America) | NM                         | Sem marca (No mark)                       |   |                                      |